# Pero crepera
Pero crepera là một loài bướm đêm trong họ Geometridae.